# Залізняк Богдан Васильович
Богда́н Васи́льович Залізня́к (нар. 11 серпня 1946, с. Станиля, Дрогобицький район, Львівська область) — український поет. Кандидат філологічних наук (1997). Член НСПУ (1998).

## Життєпис
Закінчив Дрогобицький торговий технікум та філологічний факультет Львівського державного університету ім. І. Франка. 
Працював у Всеукраїнському видавництві «Каменяр» у 1973–1992 роках.
У 1992–1995 роках головний редактор часопису «Український ліс».
З 1995 по 2007 рік — доцент кафедри зарубіжної преси та інформації Львівського національного університету. 
Від 2008 року керівник прес-центру наукової журналістики Західного наукового центру НАН України та МОН України.

## Доробок
Богдан Залізняк автор поетичних збірок:
- «Перше коло»;
- «Із сином за руку»;
- «Щоденник»;
- «І світ кудись летів»;
- «Ти молода по-молодому».